# Amerykanie pochodzenia syryjskiego
Amerykanie pochodzenia syryjskiego – obywatele lub rezydenci Stanów Zjednoczonych, których przodkowie pochodzą z Syrii, bądź też imigranci z tego kraju.
Powszechnie uważa się, że pierwsza, znacząca fala imigrantów z Syrii zaczęła przybywać do Stanów Zjednoczonych od około 1880 roku. Ci pierwsi imigranci osiedlali się głównie w Nowym Jorku, Bostonie i Detroit. Następne migracje były o wiele mniejsze. Było to spowodowane uchwaleniem przez kongres Aktu Imigracyjnego w 1924 (Immigration Act of 1424), który to akt wprowadzał limity i restrykcje wobec imigrantów. Po ponad 40 latach, w 1965 doszło do zastąpienia tamtej ustawy nowym Aktem Imigracyjnym (Immigration Act of 1965), który znosił limity. Odnotowano wówczas znaczący wzrost liczby imigrantów, także z Syrii. Ocenia się, że między 1961 a 2000 rokiem do USA przybyło około 64 600 Syryjczyków.
Ogromna większość imigrantów z Syrii, którzy przybyli do Stanów między 1880 a 1960 rokiem, wyznawała chrześcijaństwo. Niewielką mniejszość stanowili żydzi. Syryjscy wyznawcy islamu w większych liczbach zaczęli przybywać dopiero po 1965. Według danych spisu ludności z 2000 roku społeczność Amerykanów pochodzenia syryjskiego wynosiła 129 606, co znaczy, iż stanowią oni 12% wszystkich Arabów w Stanach Zjednoczonych.

## Historia
Powszechnie przyjmuje się, że pierwsi przybysze z obszaru tak zwanej Wielkiej Syrii znaleźli się w USA w latach 90. XIX stulecia. Pracowali głównie jako domokrążcy czy sklepikarze. Przed 1920 Syria wchodziła w skład Wielkiej Syrii, która składała się także z ziem dzisiejszego Libanu, Jordanii i Palestyny. Większość imigrantów z tego regionu klasyfikowano jako „Syryjczyków”, nawet przy braku syryjskiego pochodzenia etnicznego. Niektórzy byli nawet rejestrowani jako Syryjscy Turcy, gdyż tereny Wielkiej Syrii znajdowały się pod władzą Imperium Osmańskiego. W związku z tymi faktami, często występuje problem przy próbie dokładnego ustalenia faktycznej liczby pierwszych syryjskich imigrantów.
Większość wczesnych imigrantów z terenu Wielkiej Syrii pochodziła z chrześcijańskich wiosek z Gór Libańskich. Według historyka Philipa Hitti ta pierwsza fala migracji, mająca miejsce w latach 1899–1919, liczyła sobie około 90 tys. „Syryjczyków”. Szacuje się, że w okresie między 1900 a 1916, roczne wychodźstwo z terenów wokół Aleppo i Damaszku wynosiło około 1 tys. osób. Pierwsi imigranci osiedlali się głównie we wschodnich Stanach, w miastach takich jak Nowy Jork, Boston, Detroit i Paterson.
Osoby przybywające do USA z Syrii kierowały się w swoim wyjeździe głównie przyczynami ekonomicznymi. Wyjeżdżano w poszukiwaniu pracy i lepszych możliwości zdobycia wykształcenia. Istotne były także przyczyny religijne i polityczne, zwłaszcza u bliskowschodnich chrześcijan. Szukali oni kraju, w którym panowałaby wolność religijna i chcieli wyrwać się spod panowania islamskiego Imperium Osmańskiego, kontrolującego Syrię od 1516. Niektórzy spośród imigrantów wracali do Syrii, gdy już udał im się dorobić. Ich opowieści i przykład stanowiły zachętę dla następnych Syryjczyków.
Mimo iż liczba migrantów opuszczających Syrię nie była zbyt duża, Imperium Osmańskie wprowadziło limity emigracyjne, mając na celu niedopuszczenie do spadku liczby ludności na terenie Wielkiej Syrii. Kongres Stanów Zjednoczonych w 1924 uchwalił Akt Imigracyjny wprowadzający limity dla imigrantów i inne restrykcje, co również przyczyniło się do zmniejszenia liczby Syryjczyków przybywających do USA. W 1965 zastąpiono starą ustawę nowym Aktem o Imigracji, który znosił limity. W drugiej połowie lat 60. XX wieku, po uchyleniu niekorzystnego prawa, do USA przybyło około 4600 Syryjczyków. Późniejsze duże migracje były efektem konfliktów między państwami arabskimi a Izraelem oraz konfliktów religijnych w samej Syrii. Wówczas wielu Syryjczyków wyjeżdżało z kraju uchodząc przed wojną i prześladowaniami. Ocenia się, że między 1961 a 2000 rokiem do USA przybyło 64 600 imigrantów z Syrii, z czego 10% uzyskało status uchodźcy.
Według spisu z 2000 roku populacja Amerykanów pochodzenia syryjskiego wynosiła 129 606 osób. Najwięcej przedstawicieli tej społeczności zamieszkuje Nowy Jork, znaczne grupy mieszkają także w Bostonie, Dearborn, Nowym Orleanie, Toledo, Cedar Rapids i Houston. Syryjczycy zamieszkują także licznie południową część Kalifornii i Arizonę, gdzie znajdują zatrudnienie w rolnictwie, na farmach. Wynika to z tego, iż wielu z nich ma doświadczenie w tej pracy i zna się na pustynnych systemach irygacyjnych. Znaczna część z najnowszych imigrantów syryjskich to lekarze, którzy, po ukończeniu uniwersytetu w Damaszku czy w Aleppo, przyjeżdżają pracować do USA.

## Asymiliacja

### Przed 1965
Pierwsi syryjscy imigranci, z racji swojego kurczowego przywiązania do tradycji przejawiającego się na przykład w noszonych strojach, jak i z racji wykonywanego zawodu (wielu z nich było domokrążcami), spotykało się z przejawami niechęci ze strony innych Amerykanów. Pojawiały się obraźliwe określenia, na przykład, pisano o nich „pasożyty z mentalnością domokrążcy”. Władze odmawiały Syryjczykom naturalizacji z powodu azjatyckiego pochodzenia i rozpowszechnionego wtedy poglądu iż nie należą oni do rasy białej. Mimo to większość Syryjczyków dość szybko się asymilowała i przejmowała amerykańskie wzorce. Przejawiało się to w tłumaczeniu imion na angielskie, używaniu języka angielskiego, nie zamykanie się w etnicznych dzielnicach. Jednym z czynników integrujących była wiara chrześcijańska, którą wyznawało większość syryjskich imigrantów. Również udział wielu syryjskich Amerykanów w I i II wojnie światowej miał duży wpływ na zmianę postawy wobec tej społeczności. Amerykanizacja pierwszych fal syryjskich imigrantów była bardzo skuteczna, na tyle iż wiele rodzin przestało kultywować tradycje z kraju pochodzenia.

### Po 1965
Po roku 1965 większość imigrantów z Syrii stanowili muzułmanie, którzy w przeciwieństwie do swoich chrześcijańskich rodaków nie asymilowali się łatwo. Przyczyną takiego stanu rzeczy była odmienność religijna i anty asymilacyjne trendy „powrotu do korzeni”, jakie opanowały USA w latach 60. i 70. XX wieku. W dzisiejszym USA, z powodu promowania multikulturalizmu i politycznej poprawności, ciężko mówić o jakiejś asymilacji wśród członków tej społeczności.

## Religia

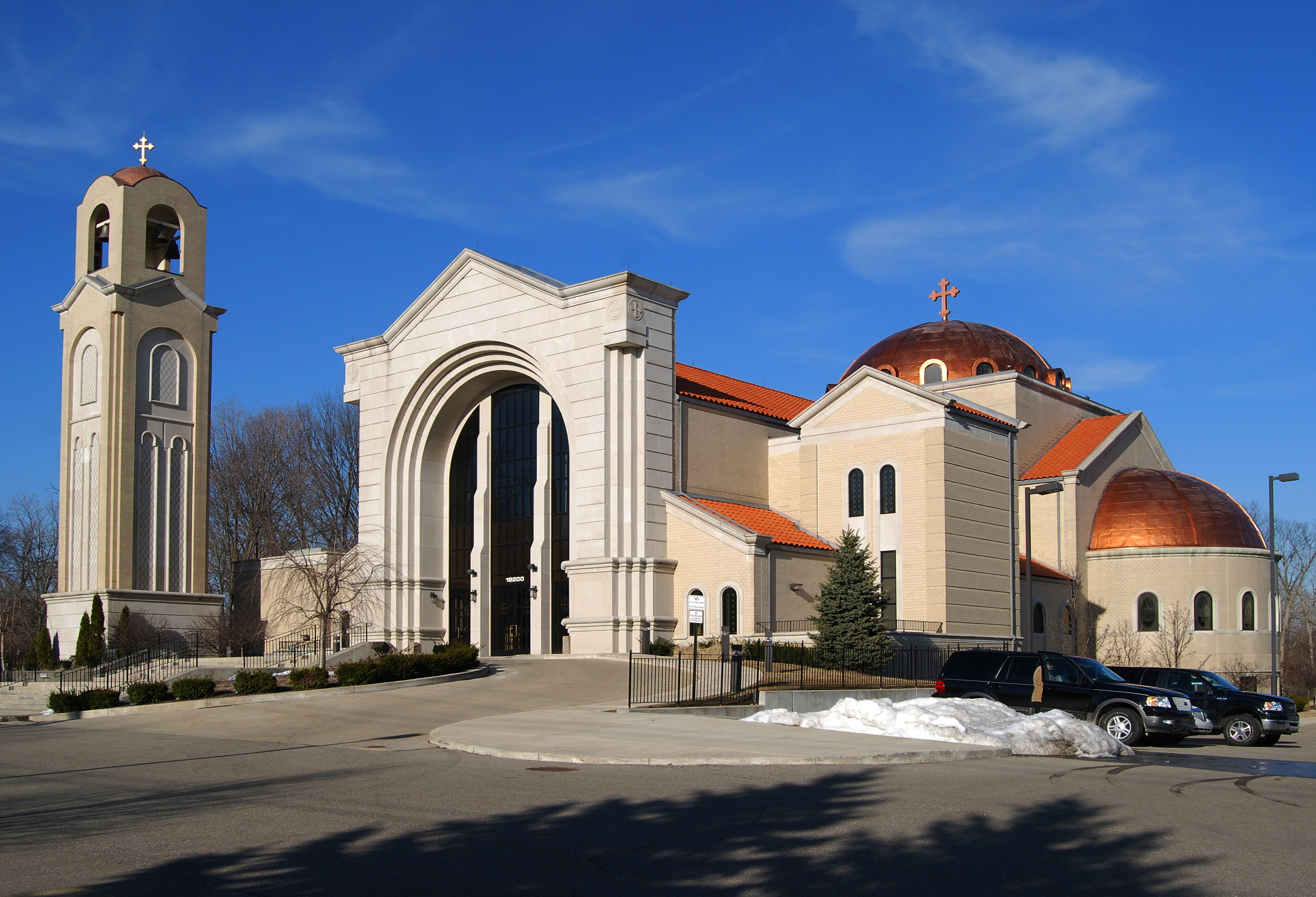
Typowa świątynia prawosławna w stylu syryjskim – cerkiew św. Marii w Livonii, Michigan

Większość społeczności Amerykanów syryjskich to wyznawcy chrześcijaństwa lub islamu, choć istnieje także grupa syryjskich żydów.
Chrześcijanie w tej społeczności to głównie wierni prawosławnego Patriarchatu Antiochii. Inni chrześcijańscy członkowie tej społeczności należą głównie do różnych wschodnich obrządków katolickich: maronickiego, syryjskiego, melchickiego, ormiańskiego lub chaldejskiego. Istnieje także niewielka grupa protestantów. Pierwszy kościół syryjskich Amerykanów został zbudowany na Brooklynie w 1895, przez Świętego Rafała. Dziś w USA istnieją setki, głównie prawosławnych, świątyni syryjskich. Najpopularniejszymi świętymi są Jerzy i Mikołaj.
Wśród Amerykanów pochodzenia syryjskiego wyznających islam zdecydowaną większość, bo aż 74%, stanowią sunnici. Na drugim miejscu znajdują się alawici, wyznawcy odłamu który wywodzi się z szyizmu, ale na przełomie IX i X wieku stał się odrębny. Większość alawitów syryjskich przybyła do USA z okolic muhafazy Latakia. Trzecią grupą, pod względem wielkości wśród syryjskich amerykanów wyznających islam, są druzowie. Muzułmanie często narzekają, że w Stanach Zjednoczonych ciężko praktykować im ich religię, na przykład modlić się pięć razy dziennie, gdy praktycznie nie ma meczetów, które przypominały by o porze na modlitwę.
Żydzi syryjscy zaczęli przybywać do Stanów Zjednoczonych około 1908 roku. Osiedlali się głównie w Nowym Jorku, na Manhattanie i Brooklynie.

## Polityka
Pierwsi imigranci z Syrii nie udzielali się w amerykańskim życiu politycznym. Właściciele firm i prywatnego biznesu byli głównie zwolennikami Republikanów, zaś ci zatrudnieni w przemyśle czy na farmach najczęściej popierali Demokratów. Druga generacja Amerykanów syryjskich zaczęła aktywniej działać w życiu politycznym, zwłaszcza wobec konfliktów izraelsko-arabskich. W latach 70. XX wieku utworzono Narodowe Stowarzyszenie Amerykańskich Arabów (National Association of Arab Americans), aby przeciwdziałać rozpowszechnianym przez media anty arabskim stereotypom. Syryjscy Amerykanie wzięli również udział w formowaniu Amerykańskiego Instytutu Arabów (Arab American Institute) i są jego aktywnymi członkami. Mitch Daniels, pochodzący z rodziny o syryjskich korzeniach, od 10 stycznia 2005 roku jest gubernatorem Indiany.

## Zatrudnienie[15]
Większość pierwszych imigrantów z Syrii pracowała w USA jako handlarze, domokrążcy i sklepikarze. Znani byli zwłaszcza z pracy jako domokrążcy, służyli jako główni dystrybutorzy produktów małych przedsiębiorstw. Zajmowali się głównie sprzedażą ciuchów. Syryjscy handlarze współpracowali ze sobą tworząc spółki na terenie całych Stanów Zjednoczonych. Wielu z nich odnosiło sukces zawodowy. W 1908 do Syryjczyków należało około 3000 różnych firm, spółek i innych przedsięwzięć biznesowych. W 1910 pojawiają się pierwsi milionerzy w tej społeczności.
Stopniowo Syryjczycy zaczęli pracować w różnych zawodach, wielu zostawało prawnikami, fizykami czy inżynierami. Inni pracowali w rozwijającym się dynamicznie przemyśle samochodowym, zwłaszcza wśród społeczności syryjskiej w Dearborn w Michigan. Później, wśród Amerykanów syryjskich, zaczęli pojawiać się bankierzy, lekarze i informatycy. We współczesnych Stanach Zjednoczonych rodzaj prac wykonywanych przez członków tej społeczności jest bardzo zróżnicowany i ma ona przedstawicieli w niemal każdej branży. Choć do dziś widać tradycyjne związki z handlem. Według spisu ludność z 2000 roku, 42% Syryjczyków to kadra kierownicza i przedstawiciele wolnych zawodów. Jest to wskaźnik wyższy niż średnia innych społeczności amerykańskich, wśród których wynosi on 34%. Jeśli zaś chodzi o dziedziny takie jak rolnictwo, transport czy budownictwo to Syryjscy Amerykanie pracują w nich rzadziej niż inni.
Średnia rocznych zarobków wśród Syryjczyków wyższa jest od średniej pozostałych grup Amerykanów – wynosi ona 46 058 dolarów przy średniej 37 057 wśród innych i średniej 41 687 wśród pozostałych Amerykanów pochodzenia arabskiego.

## Kultura
W społeczności syryjskich Amerykanów występują zazwyczaj bardzo silne więzi rodzinne. Młodzi Syryjczycy, w przeciwieństwie do innych młodych Amerykanów znacznie później opuszczają dom rodzinny i rozpoczynają niezależne życie. Jest to spowodowane typową dla wschodnich narodów kulturą, w której ogół jest ważniejsza niż jednostka, a rodzina jest najważniejszą wartością. Szacunek i pozycja społeczna jest bardzo ważna dla syryjskich Amerykanów. Mężczyzn tradycyjnie ocenia się na podstawie ich sukcesu zawodowego, uczciwości i szczerość. Dla Syryjczyków ważne są zasady moralne. Krytycy syryjskiej i arabskiej postawy i moralności wskazują na ich „przesadność, dwuznaczność, krnąbrność i impulsywność, przeradzającą się czasami w agresję”. Syryjskie tradycje stopniowo jednak zanikają, z powodu przemian i asymilacji, dostosowywania się do życia we współczesnym USA.

## Muzyka[18]
Syryjska muzyka obejmuje różne style i gatunki muzyczne, począwszy od arabskiej muzyki klasycznej skończywszy na arabskim popie. Tematyka jest zarówno sakralna, jak i świecka. Cechą charakterystyczną dla syryjskiej muzyki jest nacisk jaki kładzie się w niej na rytm i melodię, mniejszą wagę przywiązuje się natomiast do harmonii. Najważniejszą rolę w większości utworów odgrywa wokal. Istnieją gatunki które są polifoniczne, ale zdecydowana większość muzyki syryjskiej jest homofoniczna.
Część muzyków korzysta z tradycyjnych instrumentów, takich jak: oud, kanun, rebab, ney, skrzypce, riq czy tableh (rodzaj bębna). Jednak większość współczesnych wykonawców sięga po instrumenty typowe dla zachodu- gitara elektryczna, wiolonczela, kontrabas czy obój. We współczesnej muzyce syryjskiej widać także wpływy obcych gatunków muzycznych takich jak na przykład jazz.

## Tradycyjny ubiór
Noszenie tradycyjnego stroju nie jest obecnie zbyt popularne i to zarówno wśród Amerykanów pochodzenia syryjskiego, jak i w samej Syrii. Preferowane są raczej współczesne ciuchy, rodem z zachodu. Tradycyjny strój zakładany jest praktycznie tylko na większe uroczystości oraz wydarzenia takie jak pokazy tańca syryjskiego. Najbardziej charakterystycznym elementem jest shirwal, szerokie luźne spodnie z elastycznego materiału. Niektóre Syryjki wyznające islam noszą tradycyjny hidżab.

## Święta[19]
Amerykanie pochodzenia syryjskiego obchodzą wiele świąt religijnych. Chrześcijanie obchodzą przede wszystkim Boże Narodzenie i Wielkanoc. Większość syryjskich chrześcijan to wierni kościoła prawosławnego, a co za tym idzie, świętują w inne dni niż reszta społeczeństwa amerykańskiego. Syryjscy żydzi w USA obchodzą typowe żydowskie święta jak na przykład Jom Kipur, Paschę czy Święto Szałasów. Głównym świętem muzułmanów jest Ramadan, dziewiąty miesiąc islamskiego roku, podczas którego muzułmanie poszczą i wstrzymują się od przyjemności do zachodu słońca.
Poza świętami religijnymi Syryjczycy celebrują także święta państwowe. Niewielka ich część 17 kwietnia obchodzi Syryjski Dzień Niepodległości. Wielu Syryjczyków, jako obywatele USA, obchodzi też typowo amerykańskie święta: Dzień Niepodległości, Święto Dziękczynienia czy Dzień Pamięci.

## Zwyczaje dotyczące narzeczeństwa, randek i małżeństwa
Randki są powszechne i akceptowane wśród zasymilowanych Syryjczyków, zwłaszcza wśród chrześcijan. Do dziś jednak istnieją rodziny mocno przywiązane do tradycji aranżowanych małżeństw. Powszechne jest to zwłaszcza wśród muzułmanów, gdzie rodzina decyduje o zgodzi na spotykanie się dziecka z jego/jej wybrankiem. Wśród muzułmanów istnieje też zwyczaj wspólnego życia przed ślubem, aby przyzwyczaić małżonków do siebie i dać im możliwość lepszego poznania się. Większość muzułmanów szuka partnerów życiowych tylko pośród swoich współwyznawców z tej samej społeczności.
Więzi małżeńskie wśród syryjskich Amerykanów są zazwyczaj bardzo silne o czym świadczy mała liczba rozwodów, znacznie niższa od średniej amerykańskiej. Syryjczycy mają także więcej dzieci niż przeciętni Amerykanie i decydują się na nie o wiele wcześniej. Według spisu z 2000 roku prawie 62% syryjskich gospodarstw domowych jest zamieszkiwanych przez małżeństwa.

## Edukacja[15]
Amerykanie syryjscy zawsze byli grupą dobrze wykształconą. Zdobycie wykształcenia jest wśród nich powszechnie uważane za niezbędne do odniesienia sukcesu. Generalnie Amerykanie syryjscy są lepiej wykształceni niż reszta społeczeństwa, zwłaszcza jeśli chodzi o wykształcenie inżynierskie, naukowe, medyczne i chemiczne.

## Język[15]
Syryjczycy mówią przede wszystkim po angloamerykańsku, co pokazują wyniki spisu ludności z 2000 roku – 79,9% zna ten język „bardzo dobrze”. Jednak ich tradycyjnym językiem jest arabski. Niektórzy używają literackiego arabskiego, ale większość używa syryjskiego dialektu tego języka, wywodzącego się z grupy dialektów lewantyńskich. Zależnie od regionu, dialekt ten może różnić się akcentem, znaczeniem pojedynczych słów czy wyrażeń. Nie są to jednak różnice na tyle duże, aby nie mogli się wzajemnie porozumieć.
Wiele rodzin, które od dawna żyją w Stanach Zjednoczonych, w ogóle nie zna arabskiego, gdyż ich rodzice nie przekazali im tego języka. Nowi imigranci jednak zazwyczaj zachowują swoje tradycje językowe. Sprzyjają temu prywatne szkoły oferujące nauczanie arabskiego i instytucje religijne tej społeczności, które tradycyjnie posługują się arabskim. Oprócz angielskiego i arabskiego, część Syryjczyków potrafi mówić po francusku, co jest spowodowane tym, iż Syria po I wojnie światowej była francuskim terytorium mandatowym.